# Cupido ariana
Cupido ariana är en fjärilsart som beskrevs av Moore 1865. Cupido ariana ingår i släktet Cupido och familjen juvelvingar. Inga underarter finns listade i Catalogue of Life.